# 2006–2007-es szlovák labdarúgó-bajnokság (első osztály)
A 2006–2007-es szlovák nemzeti labdarúgó-bajnokság első osztálya tizenkét csapat részvételével rajtolt. A címvédő az MFK Ružomberok nem tudta megvédeni bajnoki címét, a bajnokság győztese az MŠK Žilina csapata lett.  A gólkirály Tomáš Oravec, az Artmedia Bratislava játékosa lett, 16 góllal.

## Végeredmény

### Alapszakasz végeredménye
| #   | Csapat                | M  | GY | D | V  | G+ – G– | GK  | P  | Megjegyzések       |
| --- | --------------------- | -- | -- | - | -- | ------- | --- | -- | ------------------ |
| 1.  | MŠK Žilina            | 22 | 16 | 4 | 2  | 53–13   | +40 | 52 | Rájátszás felsőház |
| 2.  | Artmedia Bratislava   | 22 | 13 | 3 | 6  | 40–28   | +12 | 42 | Rájátszás felsőház |
| 3.  | MFK KošiceÚ           | 22 | 10 | 4 | 8  | 29–29   | 0   | 34 | Rájátszás felsőház |
| 4.  | MFK RužomberokCV      | 22 | 8  | 7 | 7  | 26–18   | +8  | 31 | Rájátszás felsőház |
| 5.  | Dukla Banská Bystrica | 22 | 8  | 7 | 7  | 24–26   | −2  | 31 | Rájátszás felsőház |
| 6.  | SenecÚ                | 22 | 9  | 4 | 9  | 22–30   | −8  | 31 | Rájátszás felsőház |
| 7.  | Nitra                 | 22 | 9  | 3 | 10 | 16–21   | −5  | 30 | Rájátszás felsőház |
| 8.  | Slovan BratislavaÚ    | 22 | 7  | 5 | 10 | 24–32   | −8  | 26 | Rájátszás felsőház |
| 9.  | Inter Bratislava      | 22 | 6  | 7 | 9  | 25–25   | 0   | 25 | Rájátszás alsóház  |
| 10. | ZŤS Dubnica nad Váhom | 22 | 6  | 7 | 9  | 24–35   | −11 | 25 | Rájátszás alsóház  |
| 11. | Spartak Trnava        | 22 | 6  | 6 | 10 | 22–33   | −11 | 24 | Rájátszás alsóház  |
| 12. | AS Trenčín            | 22 | 3  | 5 | 14 | 18–33   | −15 | 14 | Rájátszás alsóház  |

Forrás: rsssf.com 
A rangsorolás alapszabályai: 1. összpontszám, 2. egymás elleni eredmények összpontszáma, 3. gólkülönbség, 4. szerzett gólok száma.
(B): Bajnokcsapat, (K): Kieső csapat, (F): Feljutó csapat, (I): Kupainduló, (R): A rájátszás győztese, (KGY): Kupagyőztes

### Rájátszás – felsőház
| #  | Csapat                | M  | GY | D | V  | G+ – G– | GK  | P  | Megjegyzések                                   |
| -- | --------------------- | -- | -- | - | -- | ------- | --- | -- | ---------------------------------------------- |
| 1. | MŠK Žilina            | 28 | 22 | 3 | 3  | 80–17   | +63 | 69 | 2007–2008-as Bajnokok Ligája – 1. selejtezőkör |
| 2. | Artmedia Bratislava   | 28 | 17 | 5 | 6  | 56–38   | +18 | 56 | 2007–2008-as UEFA-kupa – 1. selejtezőkör       |
| 3. | Slovan BratislavaÚ    | 28 | 11 | 8 | 9  | 35–33   | +2  | 41 |                                                |
| 4. | MFK RužomberokCV      | 28 | 10 | 7 | 11 | 25–29   | −4  | 37 |                                                |
| 5. | MFK KošiceÚ           | 28 | 10 | 5 | 13 | 31–35   | −4  | 35 |                                                |
| 6. | Nitra                 | 28 | 9  | 4 | 15 | 21–33   | −12 | 31 |                                                |
| 7. | Dukla Banská Bystrica | 28 | 7  | 6 | 15 | 24–46   | −22 | 27 |                                                |
| 8. | SenecÚ                | 28 | 3  | 8 | 17 | 22–63   | −41 | 17 |                                                |

Forrás: rsssf.com 
A rangsorolás alapszabályai: 1. összpontszám, 2. egymás elleni eredmények összpontszáma, 3. gólkülönbség, 4. szerzett gólok száma.
(B): Bajnokcsapat, (K): Kieső csapat, (F): Feljutó csapat, (I): Kupainduló, (R): A rájátszás győztese, (KGY): Kupagyőztes

### Rájátszás – alsóház
| #  | Csapat                | M  | GY | D | V | G+ – G– | GK | P  | Megjegyzések                             |
| -- | --------------------- | -- | -- | - | - | ------- | -- | -- | ---------------------------------------- |
| 1. | Spartak Trnava        | 14 | 7  | 4 | 3 | 18–13   | +5 | 25 |                                          |
| 2. | ZŤS Dubnica nad Váhom | 14 | 6  | 5 | 3 | 16–15   | +1 | 23 |                                          |
| 3. | ViOn Zlaté Moravce    | 14 | 7  | 1 | 6 | 20–15   | +5 | 22 | 2007–2008-as UEFA-kupa – 1. selejtezőkör |
| 4. | AS Trenčín            | 14 | 5  | 6 | 3 | 20–17   | +3 | 21 |                                          |
| 5. | Inter Bratislava      | 14 | 5  | 4 | 5 | 14–15   | −1 | 19 |                                          |
| 6. | Eldus Močenok         | 14 | 4  | 6 | 4 | 16–18   | −2 | 18 |                                          |
| 7. | Rimavská Sobota       | 14 | 4  | 3 | 7 | 20–23   | −3 | 15 |                                          |
| 8. | Slovan Duslo Šaľa     | 14 | 1  | 5 | 8 | 15–23   | −8 | 8  |                                          |

Forrás: rsssf.com 
A rangsorolás alapszabályai: 1. összpontszám, 2. egymás elleni eredmények összpontszáma, 3. gólkülönbség, 4. szerzett gólok száma.
Az FC ViOn Zlaté Moravce kupagyőztesként indulhatott az UEFA-kupában.
(B): Bajnokcsapat, (K): Kieső csapat, (F): Feljutó csapat, (I): Kupainduló, (R): A rájátszás győztese, (KGY): Kupagyőztes

## Góllövőlista
A góllövőlista végeredménye:
| Helyezés | Nemzetiség | Játékos          | Csapat              | Gólok |
| -------- | ---------- | ---------------- | ------------------- | ----- |
| 1        | Szlovákia  | Tomáš Oravec     | Artmedia Bratislava | 16    |
| 2        | Szlovákia  | Stanislav Šesták | MŠK Žilina          | 15    |
| 3        | Szlovénia  | Dare Vršič       | MŠK Žilina          | 14    |
|          | Szlovákia  | Adam Nemec       | MŠK Žilina          | 14    |
|          | Szlovákia  | Pavol Masaryk    | Slovan Bratislava   | 14    |
| 6        | Szlovákia  | Peter Štyvar     | MFK Ružomberok      | 13    |
| 7        | Szlovákia  | Róbert Rák       | MFK Ružomberok      | 12    |
|          | Szlovákia  | Andrej Porázik   | MŠK Žilina          | 12    |
| 9        | Szlovákia  | Michal Filo ml.  | ZTS Dubnica         | 10    |
|          | Szlovákia  | Juraj Halenár    | Artmedia Bratislava | 10    |

## Külső hivatkozások
- A bajnokság honlapja